# Styr
Il fiume Styr (in ucraino Стир?; in bielorusso Стыр?) è un affluente di destra del fiume Pryp"jat', è lungo 494 km e la sua area di bacino è di 13.100 km².
Lo Styr nasce vicino Brody, nell'oblast' di Leopoli, per poi attraversare l'oblast' di Rivne, l'oblast' di Volinia e infine il voblast di Brest, in Bielorussia, dove confluisce nel Pryp"jat'.
Fra il 1915 e il 1916 lo Styr è stato linea di fronte fra gli eserciti dell'Impero austro-ungarico e dell'Impero russo.
Le città più grandi lungo il suo corso sono Luc'k, Staryj Čortoryjs'k e Varaš.

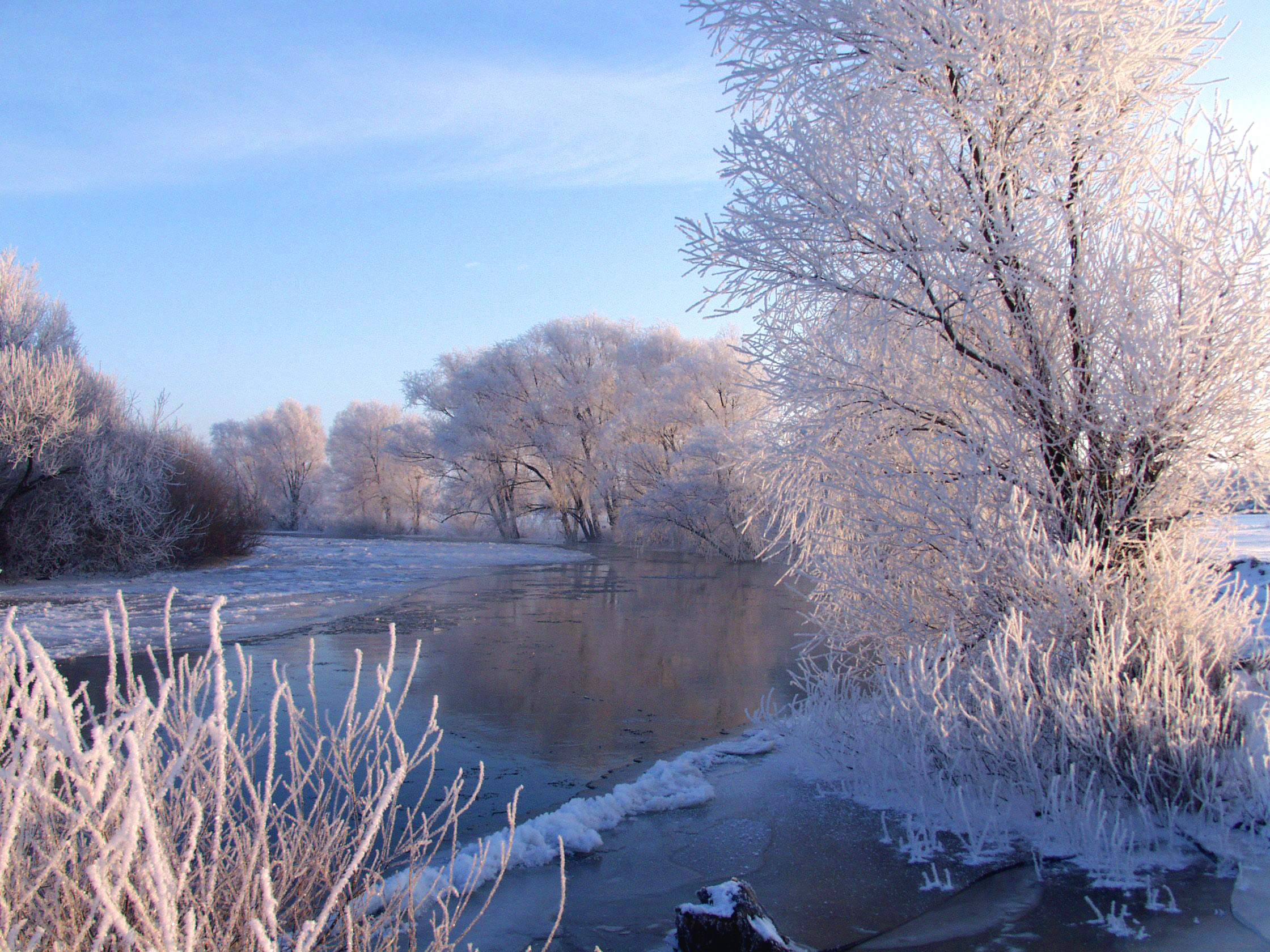
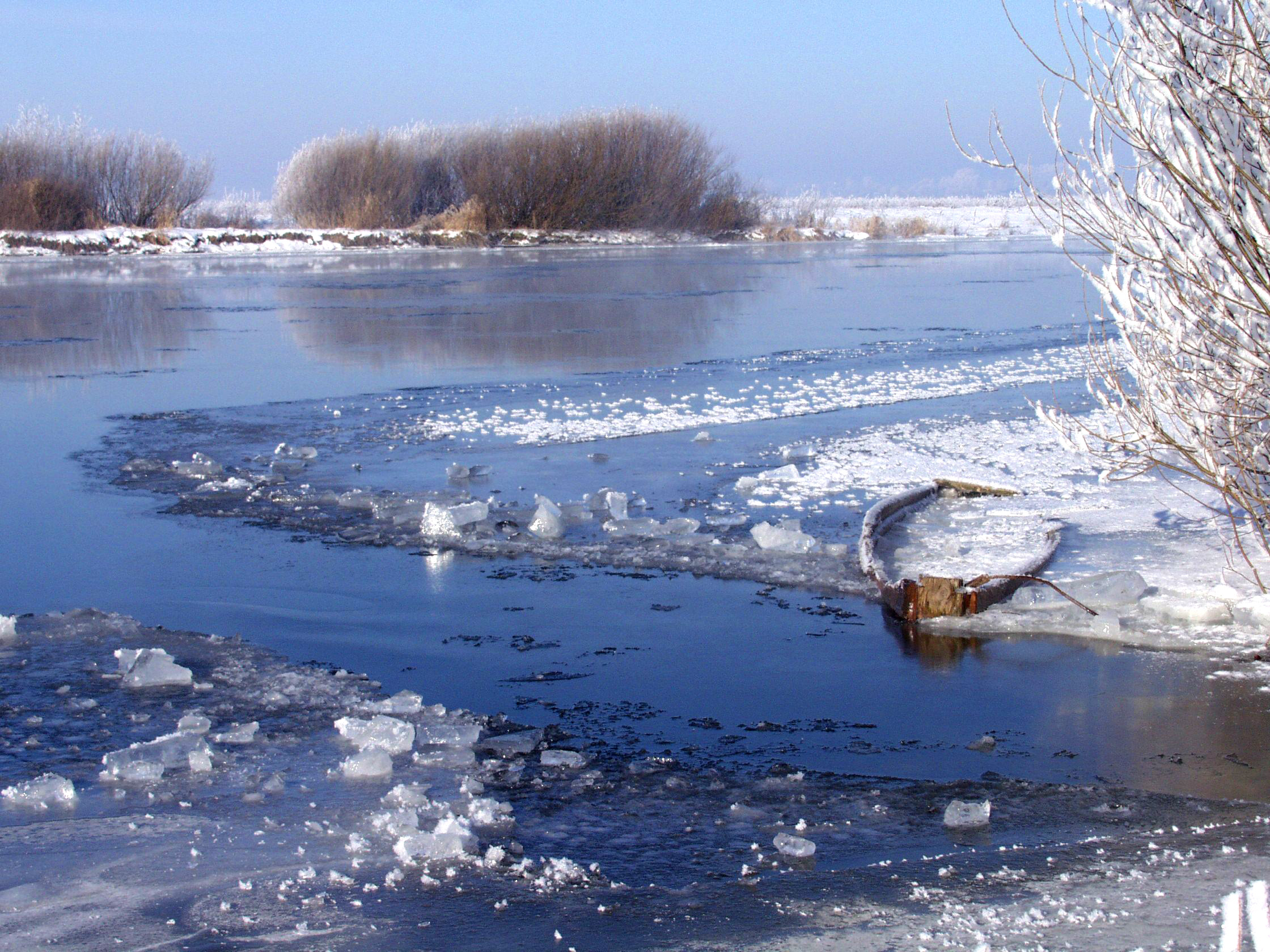
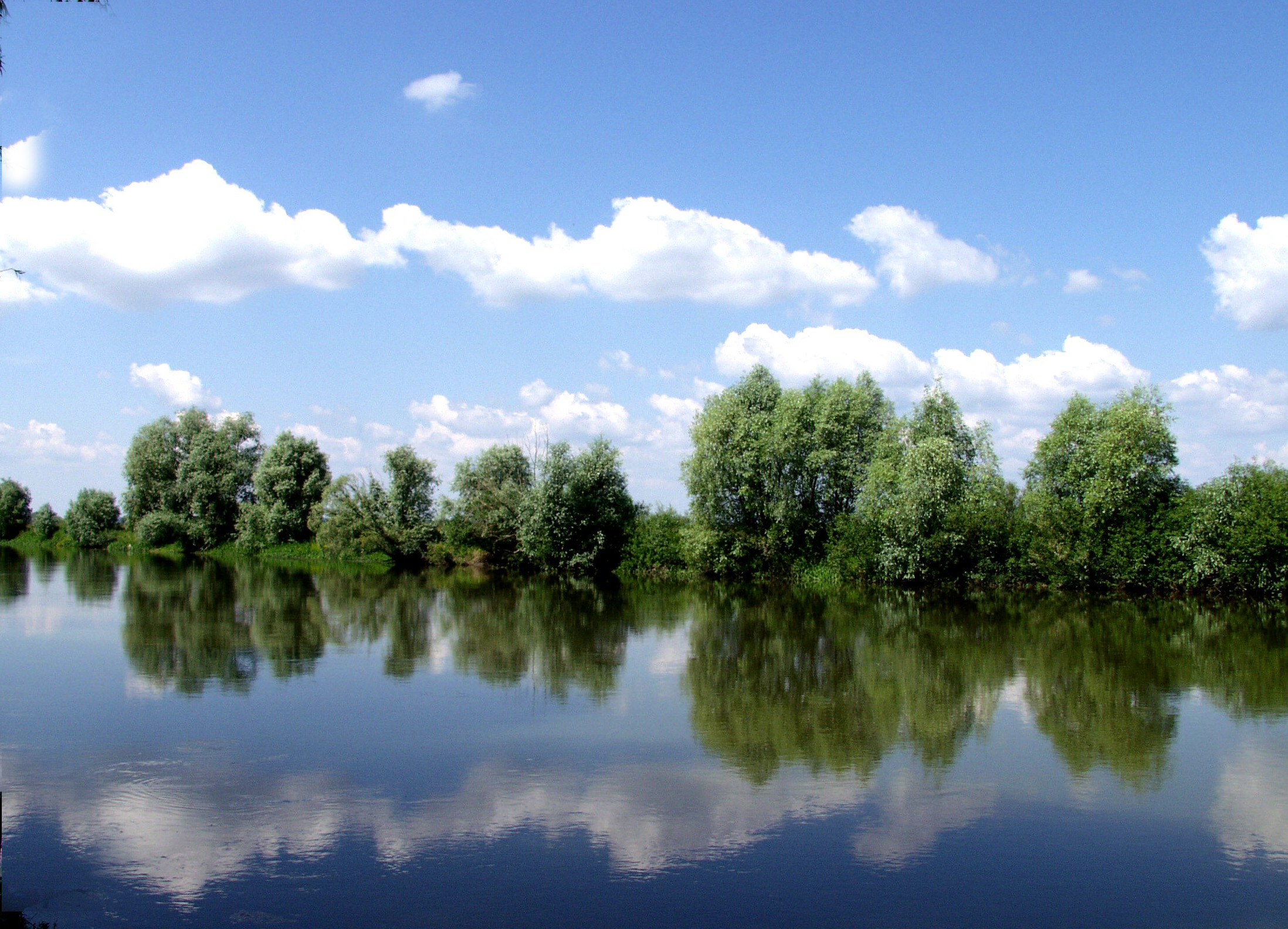